# Cantonul Chaumont-en-Vexin
Cantonul Chaumont-en-Vexin este un canton din arondismentul Beauvais, departamentul Oise, regiunea Picardia, Franța.

## Comune
- Bachivillers
- Boissy-le-Bois
- Boubiers
- Bouconvillers
- Boury-en-Vexin
- Boutencourt
- Chambors
- Chaumont-en-Vexin (reședință)
- Courcelles-lès-Gisors
- Delincourt
- Énencourt-Léage
- Énencourt-le-Sec
- Éragny-sur-Epte
- Fay-les-Étangs
- Fleury
- Fresne-Léguillon
- Hadancourt-le-Haut-Clocher
- Hardivillers-en-Vexin
- Jaméricourt
- Lattainville
- Lavilletertre
- Liancourt-Saint-Pierre
- Lierville
- Loconville
- Monneville
- Montagny-en-Vexin
- Montjavoult
- Parnes
- Reilly
- Senots
- Serans
- Thibivillers
- Tourly
- Trie-Château
- Trie-la-Ville
- Vaudancourt
- Villers-sur-Trie